# Hinsebergssläkten
För andra betydelser, se Hinseberg.
Hinsebergssläkten är en utslocknad svensk adelssläkt med anor från 1500-talet. Till skillnad från de flesta andra släkter hade den inte ett sköldmärke som kunde utvecklas till ett släktnamn, utan den benämndes efter stamgodset Hinseberg vid Frövi, i Näsby socken, nuvarande Lindesbergs kommun, Örebro län.
Hinsebergssläkten var bland de första släkterna som introducerades på det 1625 reorganiserade Riddarheset och fick det låga numret 41. Elgenstierna ger upplysningar om släkten från mitten av 1500-talet och framåt men varnar också för ett möjligt fel i dessa. Vid introduktionen 1625 representerades släkten av kaptenen Jöns Olofsson till Hinseberg, med vilken släkten också utslocknade på 1550-talet. 